# Marleen Vaesen
Marleen Vaesen (Bree, 22 november 1959) is een Belgische bestuurder en voormalig bedrijfsleider.

## Levensloop
Marleen Vaesen studeerde toegepaste economische wetenschappen aan de Katholieke Universiteit Leuven en behaalde een MBA aan de Universiteit van Chicago in de Verenigde Staten.
In 1982 ging ze aan de slag bij Procter & Gamble, eerst als directeur marketing voor België en vanaf 1995 als directeur marketing voor West-Europa. In 1999 stapte ze over naar Sara Lee en Douwe Egberts, waar ze in 2004 senior vicepresident werd. Met Douwe Egberts introduceerde Vaesen koffiepads in Europa. In 2012 werd ze CEO van groente- en fruitbedrijf Greenyard, waar Hein Deprez haar in januari 2018 opvolgde. In december 2018 werd ze CEO van lingeriebedrijf Van de Velde, waar ze sinds 2012 bestuurster was. Op 1 mei 2022 volgde Peter Corijn haar op.
Vaesen is tevens bestuurder bij bioscoopketen Kinepolis sinds 2018, investeringsmaatschappij De Eik sinds 2019, MRBB (de financiële holding van de Boerenbond) en Arvesta sinds 2021 en de Nederlandse zuivelconcern FrieslandCampina sinds 2022. Ze was bestuurder van mediabedrijf Roularta (2010-2014). Vaesen is tevens lid van het uitvoerend comité van de Steunraad Antwerpen van de Koning Boudewijnstichting.

## Onderscheiding
In 2017 won Vaesen de Vlerick Award van de Vlerick Business School.